# ورل صحراوي
الورل الصحراوي أو ورل البر  هو نوع من الورل يعيش بأنحاء مختلفة في شمال إفريقيا وجنوب آسيا. وقد وصفت ثلاث تحت أنواع منه حتى الآن، هي الورل الرمادي (باللاتينية: Varanus griseus griseus) والورل القزويني (باللاتينية: Varanus griseus caspius) والورل الهندي (باللاتينية: Varanus griseus koniecznyi). يعد الورل الصحراوي سحلية لاحمة، ويتغذَّى على العديد من الحيوانات الصغيرة.

## الوصف

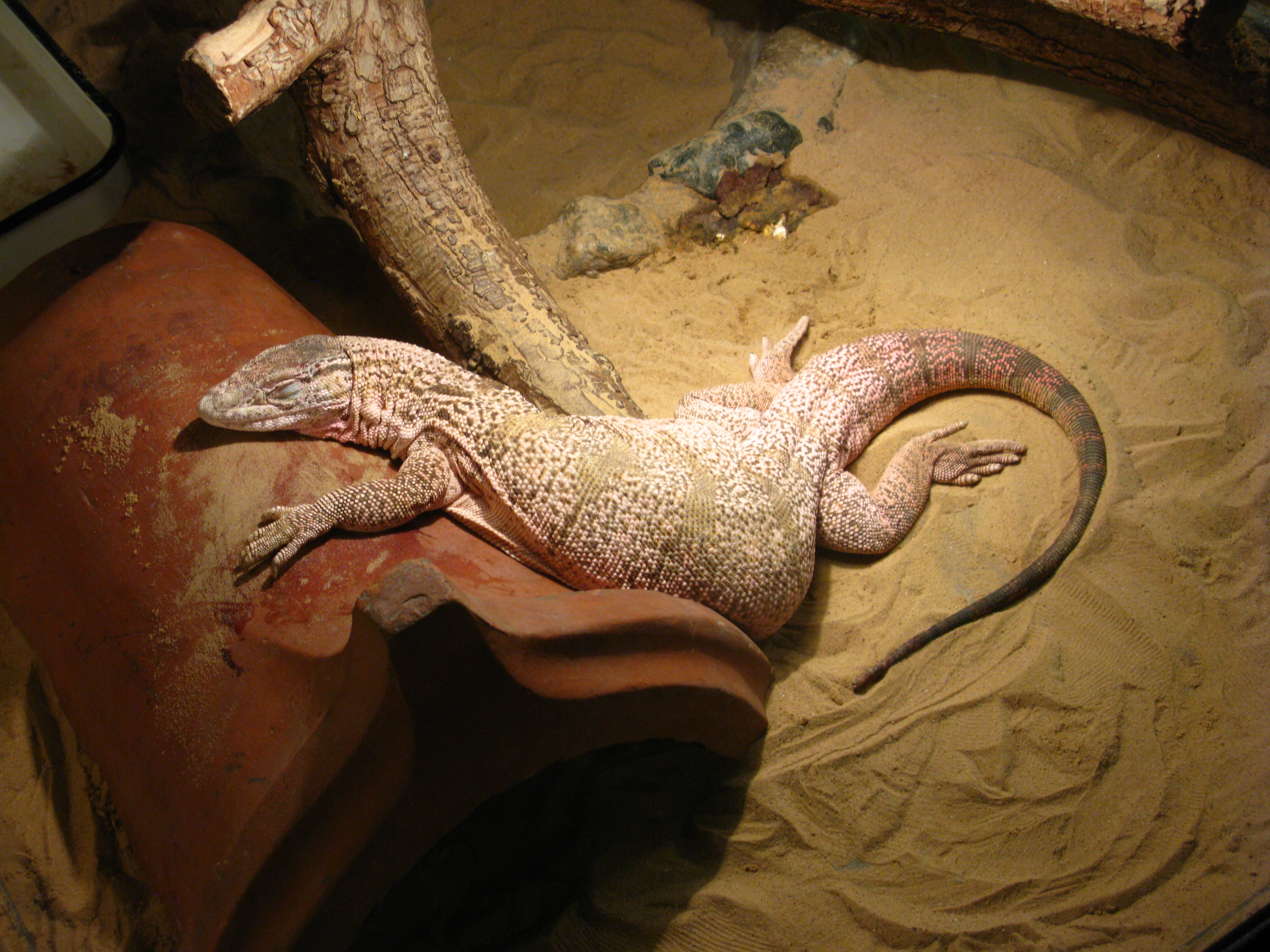
ورل صحراوي في حديقة حيوانات غرودنو بروسيا البيضاء.

عادةً ما تكون ألوان جسد الورل الصحراويّ متنوِّعة وكثيرة، فتتراوح من البني الفاتح والأصفر إلى الرماديّ. يبلغ متوسّط طوله نحو متر واحد، إلا أنَّه قد يصل في بعض الحالات إلى مترين تقريباً. وتقطع جسده في الكثير من الأحيان خطوطٌ أفقية غامقة على ظهره وذيله، كما تتناثر على ظهره بعض البقع الصَّفراء. وأما الصغار فيكون لون جسدهم برتقالياً فاقعاً تقطعه خطوط أيضاً، وربَّما تختفي هذه الخطوط عند بلوغهم. فتحات المنخر عند الورل الصحراوي تقع عالياً في الوجه، أقرب إلى العينين منها إلى الخطم. يعتمد حجم هذه الزواحف على إمكانية حصولها على الطَّعام، والوقت من السنة، ومناخ المنطقة، وحالة التكاثر. إلا أن الذكور غالباً ما يكونون أكبر من الإناث، ممَّا يجعل التمييز بين الجنسين سهلاً نسبياً من على مسافة بعيدة. يمرُّ الورل البالغ خلال حياته بفترات انسلاخ كثيرة، حيث يطرح جلده الخارجي لإتاحة نموّ جسده أكثر، وتتمُّ هذه العملية بشكل دوريٍّ ثلاث مرات كل عام، ويأخذ إتمام الواحدة منها بضعة أشهر. جلد الورل متكيِّفٌ مع بيئة الصحراء، وهو يسمح لهذه الحيوانات بأن تكون سبَّاحات ممتازة، فهي قد تدخل الماء أحياناً للصَّيد.

## الانتشار الجغرافي
يقطن الورل الصحراوي أغلب مناطق الوطن العربي ووسط وجنوب آسيا وشمال إفريقيا جنوب الصحراء. وهو يقطن البلدان التالية: موريتانيا وتشاد ومالي والنيجر والمغرب والجزائر وتونس وليبيا والسودان ومصر وفلسطين والأردن ولبنان وسوريا والعراق والسعودية وعُمان وتركيا وإيران وشمال غرب الهند وباكستان وأفغانستان وطاجكستان وقيرغيزستان وتركمانستان وأوزبكستان وكازاخستان.